# 23875 Strube
23875 Strube è un asteroide della fascia principale. Scoperto nel 1998, presenta un'orbita caratterizzata da un semiasse maggiore pari a 2,6818329 UA e da un'eccentricità di 0,1857072, inclinata di 3,70521° rispetto all'eclittica.